# Toya attenuata
Toya attenuata är en insektsart som beskrevs av William Lucas Distant 1906. Toya attenuata ingår i släktet Toya och familjen sporrstritar. Inga underarter finns listade i Catalogue of Life.